# Så du vill ha det mörkare
Så du vill ha det mörkare är en novellsamling av Stephen King, som släpptes på originalspråk 21 maj 2024. Den svenska översättningen släpptes den 23 juli 2024.
Samlingen innehåller tolv noveller, varav fem inte har publicerats tidigare. Den innehåller bland annat "Skallerormar", en uppföljare till Kings klassiker "Cujo". Boken är på 639 sidor.  
John-Henri Holmberg står för den svenska översättningen.  
Berättelserna är i ordningsföljd som följer:
1. De talangfulla jävlarna (org. Two Talented Bastids)
2. Det femte steget  (org. The Fifth Step)
3. Knäppa Willie (org. Willie the Weirdo)
4. Danny Coughlins onda dröm (org. Danny Coughlin's Bad Dream)
5. Finn (org. Finn)
6. På Slink-in-vägen (org. On Slide Inn Road)
7. Röd Skärm (org. Red Screen)
8. Turbulensexperten (org. The Turbulence Expert)
9. Laurie (org. Laurie)
10. Skallerormar (org. Rattlesnakes)
11. De drömmande (org. The Dreamers)
12. Svararen (org. The Answer Man)